# Tweede Kamerverkiezingen in het kiesdistrict Roermond (1888-1918)

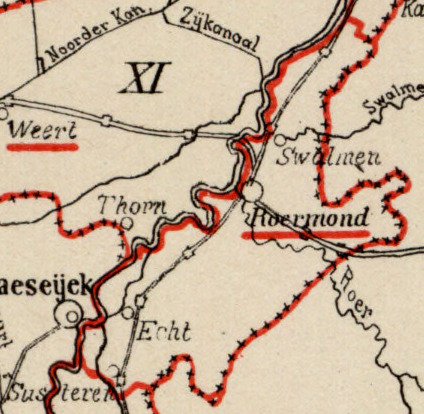
Kiesdistrict Roermond (1888)

Tweede Kamerverkiezingen in het kiesdistrict Roermond (1888-1918) geeft een overzicht van verkiezingen voor de Nederlandse Tweede Kamer in het kiesdistrict Roermond in de periode 1888-1918.
Het kiesdistrict Roermond was al ingesteld in 1848. De indeling van het kiesdistrict werd gewijzigd na de grondwetsherziening van 1887; tevens werd het kiesdistrict toen omgezet in een enkelvoudig district. Tot het kiesdistrict behoorden vanaf dat moment de volgende gemeenten: Beegden, Beesel, Echt, Heel en Panheel, Herten, Horn, Linne, Maasbracht, Maasniel, Melick en Herkenbosch, Montfort, Ohé en Laak, Posterholt, Roermond, Roosteren, Sint Odiliënberg, Stevensweert, Susteren, Swalmen, Thorn, Vlodrop en Wessem.
Het kiesdistrict Roermond vaardigde in deze periode per zittingsperiode één lid af naar de Tweede Kamer. 
Legenda
- vet: gekozen als lid van de Tweede Kamer.

## 6 maart 1888
De verkiezingen werden gehouden na vervroegde ontbinding van de Tweede Kamer.
|                               | 6 maart |
| ----------------------------- | ------- |
| Kiesgerechtigden              | 1.739   |
| Opkomst                       | 1.558   |
| Geldige stemmen               | 1.538   |
| Blanco stemmen                | 18      |
| Kandidaten                    |         |
| H.J. Brouwers                 | 1.051   |
| L.F.H. Michiels van Kessenich | 486     |

## 18 juni 1889
Hubert Brouwers, gekozen bij de verkiezingen van 6 maart 1888, trad op 15 mei 1889 af vanwege zijn benoeming als lid van de Raad van State. Om in de ontstane vacature te voorzien werd een tussentijdse verkiezing gehouden.
|                  | 18 juni |
| ---------------- | ------- |
| Kiesgerechtigden | 1.770   |
| Opkomst          | 1.535   |
| Geldige stemmen  | 1.510   |
| Blanco stemmen   | 24      |
| Kandidaten       |         |
| J.E.H.W. d'Olne  | 766     |
| L. Geradts       | 590     |
| M. de Ras        | 79      |
| J.M. Janssen     | 73      |

## 5 mei 1891
Ernest d'Olne, gekozen bij de verkiezingen van 18 juni 1889, overleed op 9 april 1891. Om in de ontstane vacature te voorzien werd een tussentijdse verkiezing gehouden.
|                  | 5 mei |
| ---------------- | ----- |
| Kiesgerechtigden | 1.922 |
| Opkomst          | 1.302 |
| Geldige stemmen  | 1.223 |
| Blanco stemmen   | 76    |
| Kandidaten       |       |
| G. Diepen        | 1.144 |
| L. Geradts       | 28    |

## 9 juni 1891
De verkiezingen werden gehouden na ontbinding van de Tweede Kamer.
|                  | 9 juni |
| ---------------- | ------ |
| Kiesgerechtigden | 1.922  |
| Opkomst          | 1.695  |
| Geldige stemmen  | 1.668  |
| Blanco stemmen   | 26     |
| Kandidaten       |        |
| G. Diepen        | 1.081  |
| L. Geradts       | 580    |

## 28 juni 1892
George Diepen, gekozen bij de verkiezingen van 9 juni 1891, trad op 7 juni 1892 af. Om in de ontstane vacature te voorzien werd een tussentijdse verkiezing gehouden.
|                                | 28 juni |
| ------------------------------ | ------- |
| Kiesgerechtigden               | 1.918   |
| Opkomst                        | 1.090   |
| Geldige stemmen                | 1.005   |
| Blanco stemmen                 | 68      |
| Kandidaten                     |         |
| G.L.M.H. Ruijs van Beerenbroek | 853     |
| L. Geradts                     | 81      |

## 31 oktober 1893
Gustave Ruijs van Beerenbroek, gekozen bij de verkiezingen van 28 juni 1892, trad op 7 oktober 1893 af vanwege zijn benoeming als commissaris der Koningin in Limburg. Om in de ontstane vacature te voorzien werd een tussentijdse verkiezing gehouden.
|                  | 31 oktober |
| ---------------- | ---------- |
| Kiesgerechtigden | 1.971      |
| Opkomst          | 1.066      |
| Geldige stemmen  | 968        |
| Blanco stemmen   | 97         |
| Kandidaten       |            |
| W. Everts        | 882        |
| J. Thissen       | 30         |

## 10 april 1894
De verkiezingen werden gehouden na vervroegde ontbinding van de Tweede Kamer.
|                  | 10 april |
| ---------------- | -------- |
| Kiesgerechtigden | 1.971    |
| Opkomst          | 1.128    |
| Geldige stemmen  | 1.045    |
| Blanco stemmen   | 78       |
| Kandidaten       |          |
| W. Everts        | 960      |

## 15 juni 1897
De verkiezingen werden gehouden na ontbinding van de Tweede Kamer.
|                  | 15 juni |
| ---------------- | ------- |
| Kiesgerechtigden | 5.201   |
| Kandidaten       |         |
| W. Everts        |         |

Everts was de enige kandidaat; hij werd zonder nadere stemming gekozen verklaard.

## 3 juli 1900
Willem Everts, gekozen bij de verkiezingen van 15 juni 1897, overleed op 8 juni 1900. Om in de ontstane vacature te voorzien werd een tussentijdse verkiezing gehouden.
|                  | 3 juli |
| ---------------- | ------ |
| Kiesgerechtigden | 5.599  |
| Kandidaten       |        |
| F.J. Bolsius     |        |

Bolsius was de enige kandidaat; hij werd zonder nadere stemming gekozen verklaard.

## 14 juni 1901
De verkiezingen werden gehouden na ontbinding van de Tweede Kamer.
|                  | 14 juni |
| ---------------- | ------- |
| Kiesgerechtigden | 5.740   |
| Kandidaten       |         |
| F.J. Bolsius     |         |

Bolsius was de enige kandidaat; hij werd zonder nadere stemming gekozen verklaard.

## 16 juni 1905
De verkiezingen werden gehouden na ontbinding van de Tweede Kamer.
|                  | 16 juni |
| ---------------- | ------- |
| Kiesgerechtigden | 6.176   |
| Kandidaten       |         |
| F.J. Bolsius     |         |

Bolsius was de enige kandidaat; hij werd zonder nadere stemming gekozen verklaard.

## 11 juni 1909
De verkiezingen werden gehouden na ontbinding van de Tweede Kamer.
|                  | 11 juni |
| ---------------- | ------- |
| Kiesgerechtigden | 6.753   |
| Kandidaten       |         |
| F.J. Bolsius     |         |

Bolsius was de enige kandidaat; hij werd zonder nadere stemming gekozen verklaard.

## 26 mei 1911
Frans Bolsius, gekozen bij de verkiezingen van 11 juni 1909, trad op 8 mei 1911 af vanwege zijn benoeming als president van de arrondissementsrechtbank van Roermond. Om in de ontstane vacature te voorzien werd een tussentijdse verkiezing gehouden.
|                  | 26 mei |
| ---------------- | ------ |
| Kiesgerechtigden | 7.185  |
| Kandidaten       |        |
| F.J. Bolsius     |        |

Bolsius was de enige kandidaat; hij werd zonder nadere stemming gekozen verklaard.

## 17 juni 1913
De verkiezingen werden gehouden na ontbinding van de Tweede Kamer.
|                  | 17 juni |
| ---------------- | ------- |
| Kiesgerechtigden | 7.541   |
| Opkomst          | 6.345   |
| Geldige stemmen  | 6.259   |
| Blanco stemmen   | 86      |
| Kandidaten       |         |
| M.C.E. Bongaerts | 3.783   |
| J.T. Verheggen   | 2.476   |

## 17 november 1914
Max Bongaerts, gekozen bij de verkiezingen van 17 juni 1913, trad op 1 november 1914 af vanwege zijn bevordering tot ingenieur Eerste Klasse bij Rijkswaterstaat. Om in de ontstane vacature te voorzien werd een tussentijdse verkiezing gehouden.
|                  | 17 november |
| ---------------- | ----------- |
| Kiesgerechtigden | 7.661       |
| Kandidaten       |             |
| M.C.E. Bongaerts |             |

Bongaerts was de enige kandidaat; hij werd zonder nadere stemming gekozen verklaard.

## 15 juni 1917
De verkiezingen werden gehouden na ontbinding van de Tweede Kamer.
|                  | 15 juni |
| ---------------- | ------- |
| Kiesgerechtigden | 8.103   |
| Kandidaten       |         |
| M.C.E. Bongaerts |         |

De zeven in de vorige Tweede Kamer vertegenwoordigde partijen hadden afgesproken in elkaars kiesdistricten geen tegenkandidaten te stellen. Bongaerts was derhalve de enige kandidaat; hij werd zonder nadere stemming gekozen verklaard.

## Opheffing
De verkiezing van 1917 was de laatste verkiezing voor het kiesdistrict Roermond. In 1918 werd voor verkiezingen voor de Tweede Kamer overgegaan op een systeem van evenredige vertegenwoordiging met kandidatenlijsten van politieke partijen.